# Andrzej Wiszowaty
Andrzej Wiszowaty, auch Andreas Wissowatius oder Voidovius (* 26. November 1608 in Filipów; † 29. Juli 1678 in Amsterdam) war ein einflussreicher polnischer unitarischer Philosoph und Theologe. Er war Enkel des Begründers des Sozinianismus in Polen, Fausto Sozzini, und Autor des viel zitierten Werkes religio rationalis, wodurch er zum Begründer des religiös fundierten Rationalismus wurde.

Wappen der Familie Wiszowaty

## Leben und Werk
Andreas Wissowatius' Mutter, Agnieska (Agnès) Wiszowaty, war die einzige Tochter von Fausto Sozzini. Sein Vater Stanislaw Wiszowaty gehörte dem niedrigen polnischen Adel an. Andreas Wissowatius kam in dem kleinen Ort Filipów in der Woiwodschaft Troki (Trakai) zur Welt. Seine Eltern zogen bald nach seiner Geburt in den Südwesten Polens in die Nähe von Krakau. In seinen ersten Schuljahren ging er in Raciborsk in der Nähe von Jankówka zur Schule. Aufgrund seiner ersichtlich großen Begabung wurde er schon mit elf Jahren auf die sozinianische Akademie in dem sozinianischen Ort Raków geschickt, wo er Schüler von Martin Ruarus und dem Nürnberger Johannes Krell war, der zu dieser Zeit (1616–1621) Rektor der Rakauer Akademie war. Wissotatius verließ die Akademie 1629, und da er durch seine Teilnahme an der Synode der Polnischen Brüdern viele internationale Kontakte knüpfen konnte, unternahm er fortan ausgedehnte Reisen nach Deutschland, Holland, Belgien, Frankreich und England. Von Juni 1632 hat er mehrere Jahre im niederländischen Leyden Theologie und Philosophie studiert. In Paris hat Wissowatius Marin Mersenne, Pierre Gassendi und mehrfach Hugo Grotius getroffen. Wissowatius soll auch der polnische Begleiter René Descartes’ auf dessen Wanderung durch Flandern gewesen sein. Auf der Rückreise nach Polen war Andreas Wissowatius im Jahre 1642 in Hamburg bei Joachim Jungius, der ihn als Freund sehr schätzte.
Seit 1643 war er unitarischer Geistlicher in der Ukraine, in Wolhynien und in Kleinpolen. Nach der durch die Gegenreformation 1658 eingeleiteten unerbittlichen Vertreibung aller Unitarier aus Polen ging Wissowatius in das Habsburgische Schlesien und von 1660 bis 1662 zu den unitarischen Freunden nach Siebenbürgen. Von 1663 hielt er sich zusammen mit anderen Unitariern in Mannheim und Heidelberg auf. Seinen Lebensabend verbrachte er in Amsterdam, wo er sein wichtigstes Werk religio rationalis von 1676 bis 1678 schrieb und wo er am 29. Juli 1678 im Alter von 69 Jahren starb.